# Рагхадан

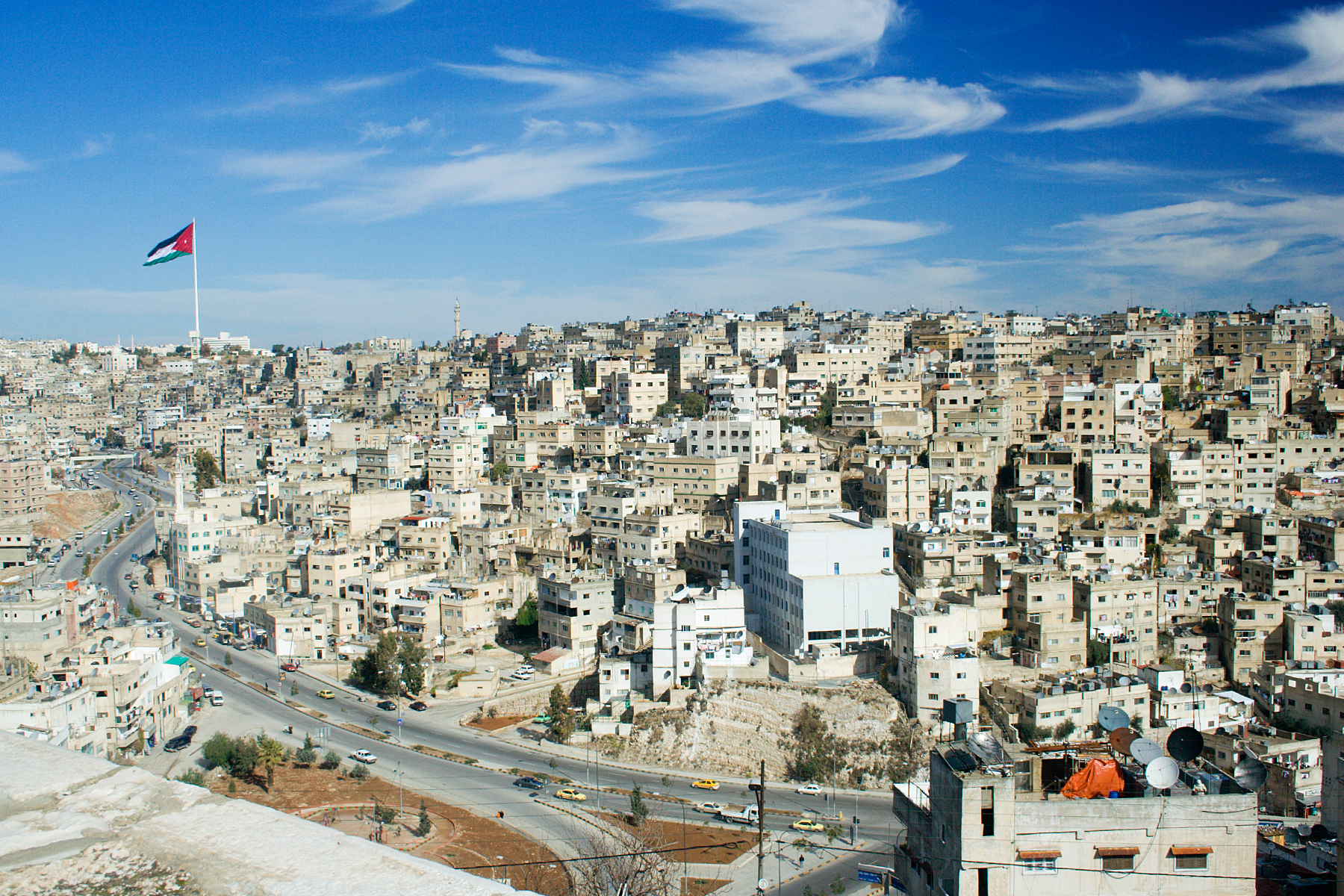
Вид на Амман з флагштоком Рагхадан

Рагхадан - флагшток в Аммані, Йорданії висотою 126,8 метрів. Флагшток побудований в 2003 році і є одним з найвищих у світі. 
Флагшток висотою 136 метрів також знаходиться в Йорданії в місті Акаба.
Але, на відміну від прапора, розташованого в Аммані, прапор в Акабе є не прапором Йорданії, а прапором так званої Великої Арабської Революції. 